# 2C-P
2C-P（2,5-二甲氧基-4-正丙基苯乙胺）是2C类化合物中的一种相对有效且作用时间较长的迷幻苯乙胺衍生物，它在加拿大、中国、丹麦、德国、瑞典、英国和美国受到管制。